# Greco (série télévisée)
Pour l’article homonyme, voir Greco.
Greco est une série télévisée française en 6 épisodes de 52 minutes créée et réalisée par Philippe Setbon, et diffusée entre le 11 mai et le 25 mai 2007 sur France 2.

## Synopsis
Gravement blessé par balle à la suite d'une intervention, Matthias Grecowski dit « Greco », capitaine à la brigade criminelle, est plongé dans un coma de plusieurs semaines et frôle la mort.
À son réveil, il est hanté par des visions étranges, des sensations effrayantes : une personne inconnue se manifeste à lui avant de disparaître. 
Perd-il la raison ? Greco enquête sur cette « apparition ». Il découvre qu'il est revenu de son coma avec un don : celui de communiquer avec les morts. 
L'homme venu le visiter chez lui n'est que le premier d'une longue série. Des personnes disparues, ou censées s'être donnés la mort et qui ne désirent qu'une chose : qu'on les arrache à l'oubli, qu'on leur rende justice.

## Distribution

### Acteurs principaux
- Philippe Bas : Matthias "Greco" Grecowski
- Audrey Lunati : Danica Miller
- Maxime Leroux : Joël Vanderwalk
- Farida Rahouadj : Dr Hilda Floss
- Mata Gabin : Arleth Shenge
- Anne Canovas : Donatienne Miller

### Invités
- Sophie de La Rochefoucauld
- Catherine Salviat
- Lionnel Astier
- Thomas Cousseau
- Cris Campion
- Audrey Fleurot
- Stéphan Guérin-Tillié
- Pascal Elso
- Philippe Polet
- Joël Demarty
- Venantino Venantini
- Hervé Laudière
- Luis Marquès
- Valérie Stroh
- Marc Berman
- Rim Turki
- Franck Pitiot

## Fiche technique
- Production : PM Holding et France 2
- Musique : Erwann Kermorvant

## Épisodes
1. Contact
2. La Deuxième Silhouette
3. Corps et âme
4. Fille de quelqu'un
5. Mon assassin
6. Petite Julie

## Particularité
Greco est un mélange de Cold Case : Affaires classées (réouverture d'enquêtes classées) et de Ghost Whisperer (visions de fantômes qui ne disparaissent qu'une fois l'affaire résolue).
La série est souvent comparée à la série américaine Haunted, dont le fond est assez similaire.

## DVD
- L'intégrale de la série est sortie en coffret 2 DVD chez France Télévisions Distribution au format 1.77 panoramique 16/9 et en français 5.1 et 2.0 dolby digital. Pas de sous-titres mais en suppléments des bandes annonces, des scènes coupées et un making of[1].